# 阿爾賽 (康熙進士)
阿爾賽（穆麟德轉寫：arsai，？—1745年），字弼臣，一字云谷，滿洲鑲藍旗人，清朝官員。同進士出身。
康熙三十六年（1697年）中式丁丑科进士，选庶吉士，散馆授翰林院檢討。累官侍讀學士。康熙五十九年（1720年）提督福建學政。